# Diomerdes
Diomerdes filho de Rastices (em persa médio: ĵōymard ī Rastagān; em parta: ĵōymard Rastagān; em grego clássico: Διωμέρδου Ραστιγαν; romaniz.: Diomérdou Rastigan) foi dignitário persa do século III, ativo no reinado do xá Sapor I (r. 240–270). É conhecido apenas a partir da inscrição Feitos do Divino Sapor de acordo com a qual era filho de Rastices. Aparece na lista de dignitários da corte e está classificado na quadragésima posição dentre os 67 dignitários.